# Lanceiros Negros

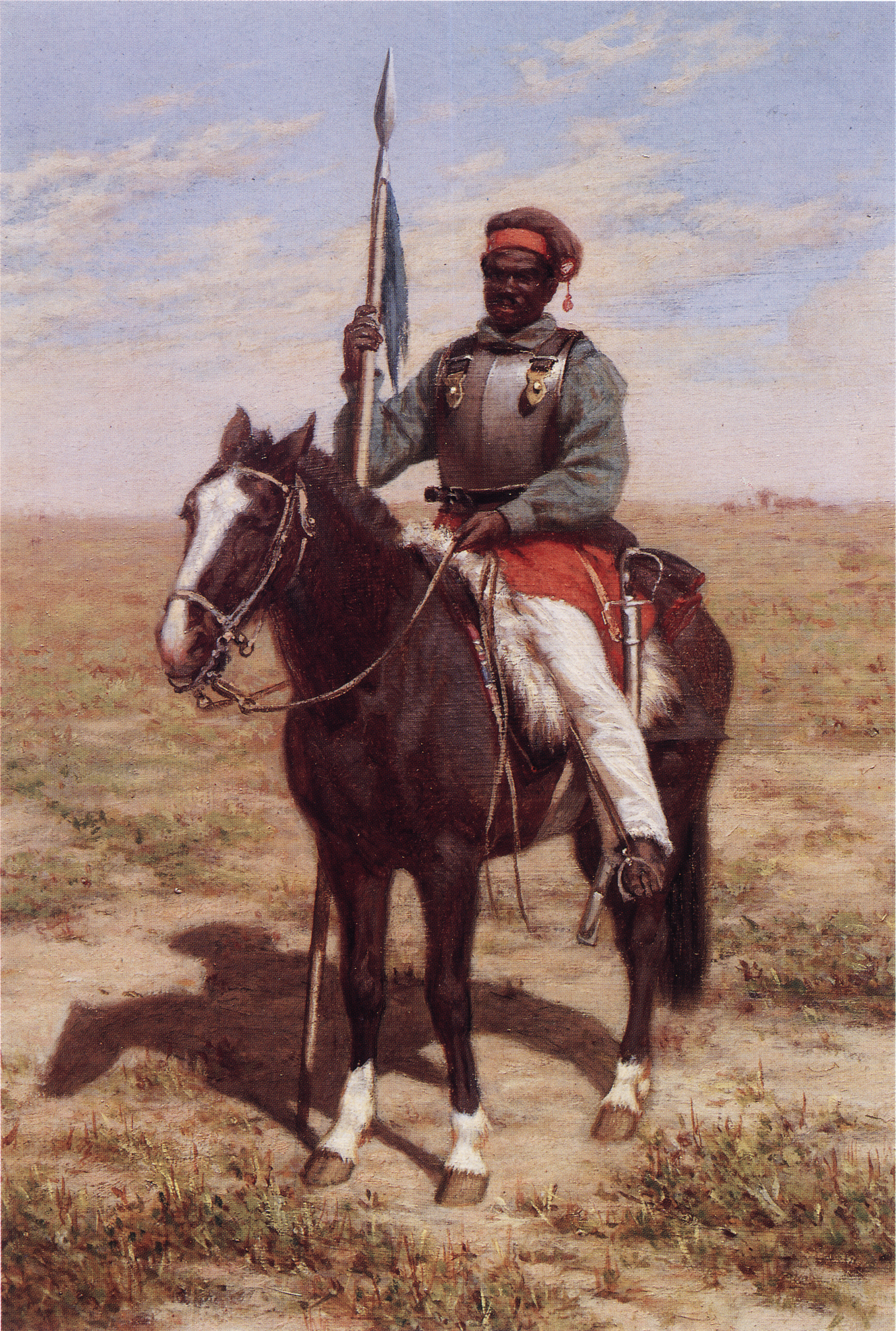
Retratro de um Lanceiro Negro, óleo de Juan Manuel Blanes

Lanceiros Negros foram dois corpos de lanceiros constituídos, basicamente, de negros livres ou de libertos pela República Rio-Grandense que lutaram na Revolução Farroupilha. Possuíam 8 companhias de 51 homens cada, totalizando 408 lanceiros que andavam com seus cavalos. 
Tornou-se célebre o 1.º Corpo de Lanceiros Negros organizado e instruído, inicialmente, pelo coronel Joaquim Pedro, antigo capitão do Exército Imperial, que participara da Guerra Peninsular e se destacara nas guerras platinas. Ajudou, nesta tarefa, o major Joaquim Teixeira Nunes, veterano e com ação destacada na Guerra Cisplatina. Este bravo, à frente deste Corpo de Lanceiros Negros, libertos, prestaria relevantes serviços militares à República Rio-Grandense.

## Principais oficiais
Foram seus oficiais, entre outros:
- Coronel Joaquim Pedro
- Coronel Joaquim Teixeira Nunes
- Tenente Manuel Alves da Silva Caldeira
- Capitão Vicente Ferrer de Almeida
- Capitão Marcos de Azambuja Cidade
- Primeiro-tenente Antônio José Coritiba
- Segundo-tenente Caetano Gonçalves da Silva (filho de Bento Gonçalves)
- Segundo-tenente Ezequiel Antônio da Silva
- Segundo-tenente Antônio José Pereira

## O Corpo de Lanceiros Negros em Campo do Menezes
O 1.º Corpo de Lanceiros Negros, ao comando do tenente-coronel Joaquim Pedro Soares e subcomandado pelo então major Teixeira Nunes, teve atuação importante na Batalha do Seival, em 11 de setembro de 1836, em reforço à Brigada Liberal de Antônio de Sousa Netto que surgiu por transformação do Corpo da Guarda Nacional de Piratini integrado por 2 esquadrões com 4 companhias, recrutados em Piratini e em seus distritos Canguçu, Cerrito e Bagé até o Pirai .
As tropas para o combate de Seival foram dispostas por Joaquim Pedro, na qualidade de imediato e assessor militar de Antônio Netto. Deixou um esquadrão em reserva que foi empregado em momento oportuno, decidindo a sorte da luta.
Segundo Docca, coube a este bravo e a Manuel Lucas de Oliveira convencerem Antônio Neto da proclamação da República Rio-Grandense, bem como "a grande satisfação de ler, a 11, no campo do Menezes, à frente da garbosa tropa por ele instruída, a Proclamação da República Rio-Grandense."

## Recrutamento
O Corpo de Lanceiros Negros era integrado por negros livres ou libertados pela Revolução e, após, pela República, com a condição de lutarem como soldados pela causa.
O 1.º Corpo foi recrutado, principalmente, entre os negros campeiros, domadores e tropeiros das charqueadas de Pelotas e do então município de   Piratini (atuais Canguçu, Piratini, Pedro Osório, Pinheiro Machado, Herval, Bagé, até o  Pirai e parte de Arroio Grande).

## Armamento individual
Excelentes combatentes de cavalaria, entregavam-se ao combate com grande denodo, por saberem, como verdadeiros filhos da liberdade, que esta, para si, seus irmãos de cor e libertadores, estaria em jogo em cada combate. Manejam como grande habilidade suas armas prediletas - as lanças. Estas, por eles usadas mais longas do que o comum. Combinada esta característica, com instrução para o combate e disposição para a luta, foram usados como tropas de choque, uso hoje reservado às formações de blindados. Por tudo isto infundiram grande terror aos adversários. Eram armados também com adaga ou facão e, em certos casos, algumas armas de fogo em determinadas ocasiões.
Como lanceiros não utilizavam escudos de proteção, mas sim seus grosseiros ponchos de lã - bicharás, que serviram-lhes de cama, cobertor e proteção do frio e da chuva. Quando em combate a cavalo, enrolado no braço esquerdo, o poncho (bichará) servia-lhes para amortecer ou desviar um golpe de lança ou espada. No corpo a corpo desmontado, servia para aparar ou desviar um golpe de adaga ou espada em cuja esgrima eram habilíssimos, em decorrência da prática continuada do jogo do talho, nome dado pelo gaúcho à esgrima simulada com faca, adaga ou facão.
Alguns poucos eram hábeis no uso das boleadeiras como arma de guerra, principalmente para abater o inimigo longe do alcance de sua lança, quer em fuga, quer manobrando para obter melhor posição tática.

## De peões a guerreiros
Eram rústicos e disciplinados. Faziam a guerra à base de recursos locais, Comiam se houvesse alimento e dormiam em qualquer local, tendo como teto o firmamento do Rio Grande do Sul e de Santa Catarina. A maioria montava a cavalo quase que em pêlo, a moda charrua. Vale também lembrar que os Lanceiros Negros exerciam uma função de tropa de choque no exército farroupilha, pelo simples fato de manejar com eximia destreza a lança que é uma arma  essencial para este tipo de combate.

## Vestuário
Seu vestuário era constituído de sandálias de couro cru, chiripá de pano grosseiro, um colete recobrindo o tronco e na cabeça uma vincha (braçadeira) vermelha símbolo de república.
Como esporas improvisavam uma forquilha de madeira presa ao pé com tiras de couro cru. Esta espora farroupilha acomodava-se ao calcanhar e possuía a ponta bem afiada. Alguns poucos usavam calças, cartola e chilenas (esporas), como o imortalizado em pintura no Museu de Bolonha, na cidade de Bolonha, Itália.

## Lanceiros Negros na Expedição de Laguna
Parte do 1.º Corpo de Lanceiros Negros participou da expedição a Laguna, ao comando de David Canabarro, que teve como comandante de vanguarda o tenente-coronel Joaquim Teixeira Nunes com seus Lanceiros Negros.
A retirada dos farroupilhas de Laguna para o Rio Grande do Sul, através de Lages e Vacaria, contou com a presença de Teixeira Nunes, Giuseppe Garibaldi, Luigi Rossetti e Anita Garibaldi e foi assegurada por muitos valorosos Lanceiros Negros.

## Massacre de Porongos
O Massacre de Porongos, ocorreu na localidade de Porongos, hoje parte do município de Pinheiro Machado. Os dias 13 e 14 de novembro marcam o dia de homenagem aos Lanceiros Negros,  tropa farroupilha formada por escravos, dizimada pelo exército imperial no chamado Massacre de Porongos. A chacina pode ter sido resultado de um acordo entre um chefe dos farrapos, David Canabarro, e o comandante do exército legalista, Barão (futuro Duque) de Caxias.
Houve uma paz honrosa chamada Paz de Ponche Verde, com a liberdade para todos os negros e mulatos que lutaram pela República Rio Grandense, embora este tenha sido um ponto controverso. Ao final do combate o campo de Batalha dos Porongos ficou juncado com pelo menos 100 mortos farroupilhas, Lanceiros Negros. Poucos dos escravos envolvidos na luta sobreviveriam e seriam libertados.

## O derradeiro combate
Em 28 de novembro de 1844, Teixeira Nunes e remanescentes de seu legendário Corpo de Lanceiros Negros travaram o último combate da Revolução em terras do Rio Grande do Sul, consta que em terras do atual município de Arroio Grande, berço do Visconde de Mauá.
A morte de Teixeira Nunes foi assim comunicada pelo então Barão de Caxias, em ofício:
Posso assegurar a V. Exa. que o Coronel Teixeira Nunes foi batido no campo de combate, deixando o campo, por espaço de duas léguas, juncando de cadáveres. Eram seguramente cadáveres de Lanceiros negros.
Teixeira Nunes foi um dos maiores lanceiros de seu tempo, e como uma ironia do destino teria caído mortalmente ferido por uma lança manejada pelo braço vigoroso do alferes Manduca Rodrigues.
O único ponto controverso da paz firmada entre Caxias e farroupilhas, a liberdade dos escravos que lutaram com os rebeldes, foi resolvido de forma pragmática e cruel: o batalhão dos chamados Lanceiros Negros, desarmado por seu comandante, Davi Canabarro, foi massacrado em novembro de 1844, em Porongos.— Eduardo Bueno

## A liberdade
Dos Lanceiros Negros restaram mais de 120, que após a Paz de Ponche Verde foram mandados incorporar pelo Barão de Caxias aos três Regimentos de Cavalaria de Linha do Exército na província.
O império manteve suas liberdades na cláusula IV da Paz de Ponche Verde: São livres e como tais reconhecidos todos os cativos que serviram à República.
Cláusula respeitada por conta e risco pelo Barão de Caxias contrariando determinação superior de os recolher como escravos estatais para a Fazenda de Santa Cruz no Rio de Janeiro .
Caxias usou o seguinte expediente para não os enviar para o Rio. Considerou que eles haviam se apresentado livremente. E a seguir os libertou e os incorporou as três unidades de Cavalaria Ligeira do Exército Imperial no Rio Grande .E em Ponche Verde em D. Pedrito foram acolhidos pelos coronéis Manuel Marques de Sousa e Manuel Luís Osório comandantes de duas unidades de Cavalaria.
Dentre em breve iriam lutar na Guerra contra Oribe e Rosas, pela integridade e soberania brasileiras no Sul, ameaçadas por caudilhos platinos.

## Homenagem
Foi também  lembrando Teixeira Nunes e seus lanceiros negros, que o acompanharam na expedição a Laguna, que Giuseppe Garibaldi escreveu:
Eu vi batalhas disputadas mas nunca e em nenhuma parte homens mais valentes nem lanceiros mais brilhantes do que os da cavalaria rio-grandense, em cujas fileiras comecei a desprezar o perigo e a combater pela causa sagrada dos povos.
No Museu de Bolonha, Itália, existe um quadro do Lanceiro Negro Farroupilha, representa um dos célebres lanceiros negros farroupilhas que acompanharam Giuseppe Garibaldi e Luigi Rossetti no retorno de Santa Catarina, após o malogro da República Juliana.